# Церква Різдва Пресвятої Богородиці (Костянтівка)
Церква Різдва Пресвятої Богородиці — православна церква у селі Костянтівка, Зміївський район, Харківська область. Входить до Зміївського округу Ізюмської єпархії Української православної церкви (Московського патріархату).
Сучасна церква, є перебудованим сільським клубом (клуб побудовано за радянських часів) який освячено 13 вересня 2014 року. Але з XVII століття, у селі (на той час слободі) існувала попередня Різдво-Богородицька церква, яка була зруйнована в 1963 році (богослужіння були заборонені комуністами у 1930-х).

## Історія храму

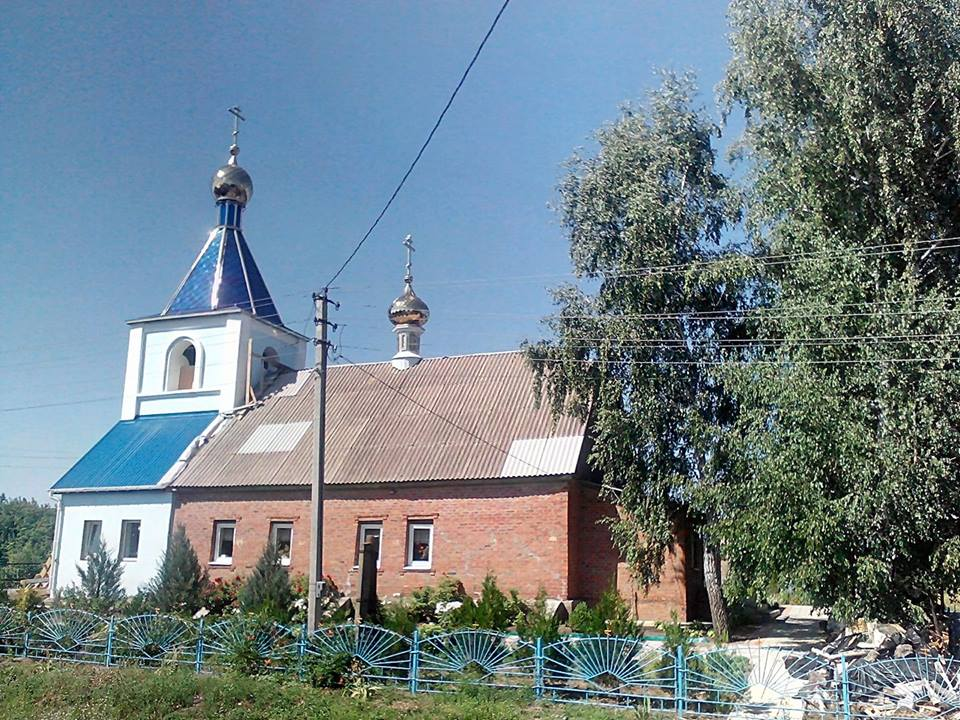
Різдвяно-Богородицька церква 2017 року

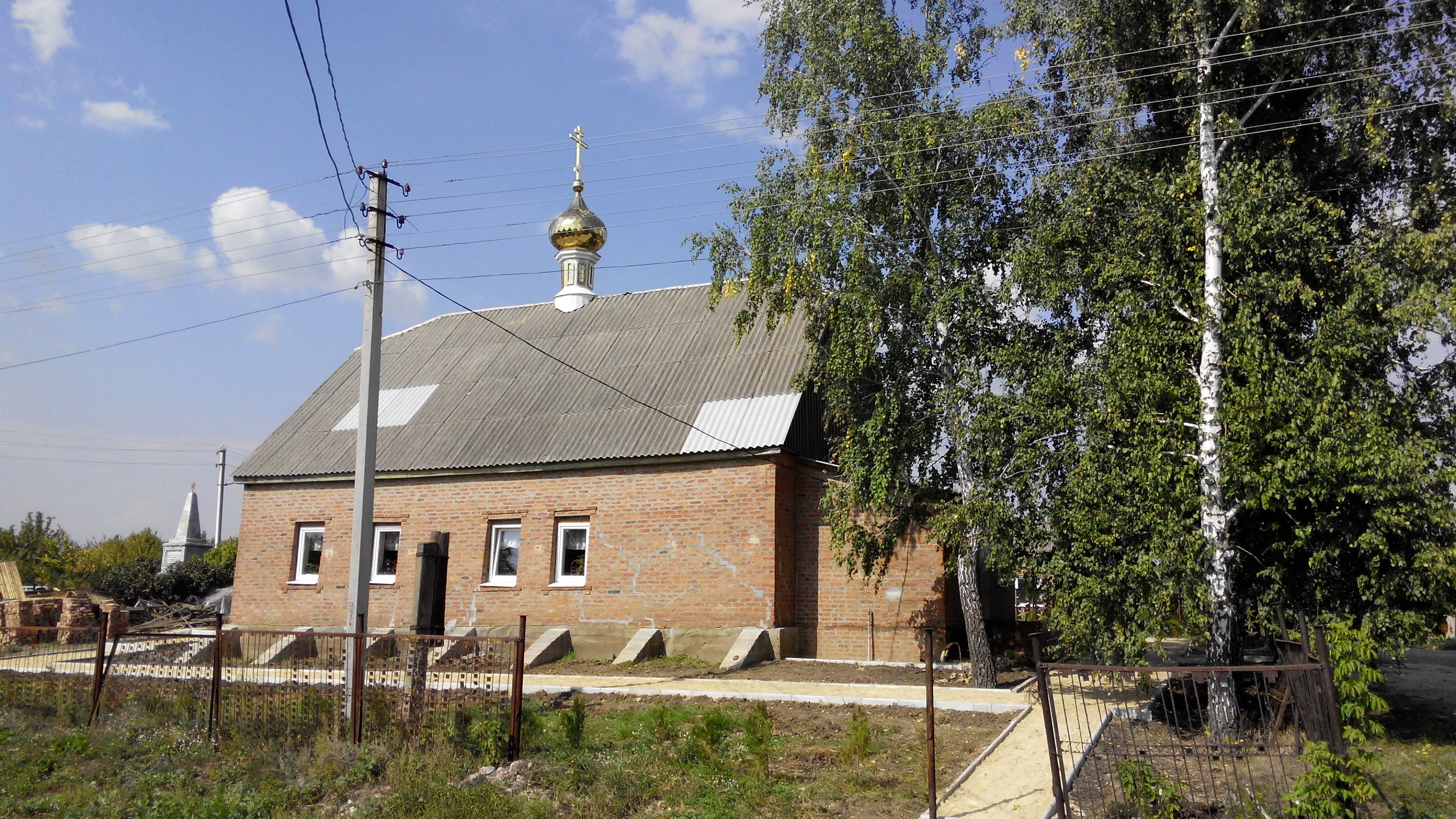
Різдвяно-Богородицька церква 2014 року, дзвіниця ще відсутня

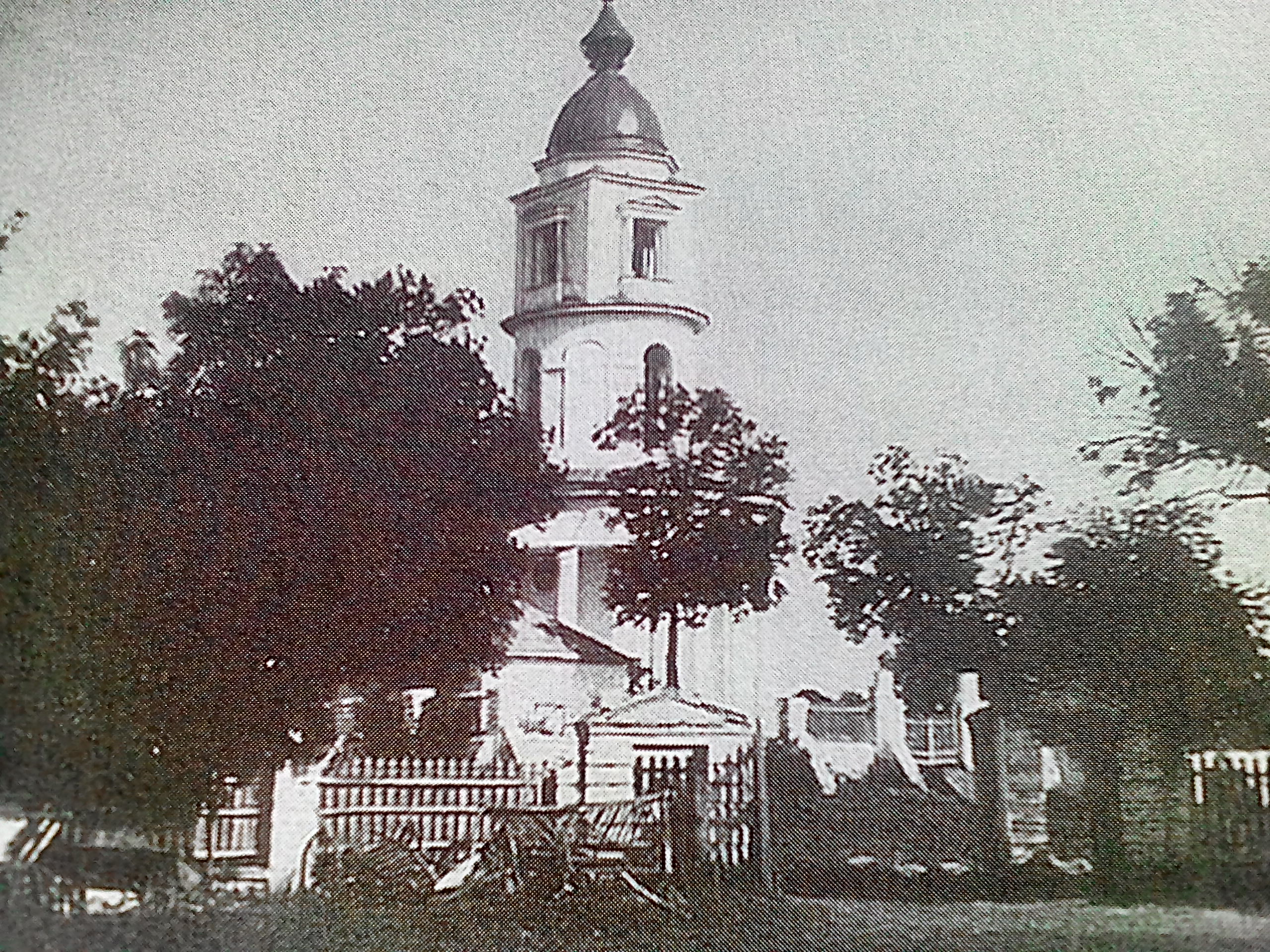
Різдвяно-Богородицька церква 1914 року

Перший храм на честь Різдва Богородиці побудований у слободі Костянтинівка (назва яка використовувалася до 1932 року) не пізніше 1690 року.
Згідно зі Сповідним розписом за 1737 рік при Костянтинівській Різдва Богородиці церкви було: духовних 24 чоловік., 26 жінок; підданих черкасів поміщика Михайла Захаржевського: а) рядових козаків 118 чоловік., 104 жінок; б) посполитих черкасів 290 чоловік., 218 жінок; в) працівників 6 чоловік., 2 жінки; г) богаделенних 10 чоловік., 4 жінки. 
У 1798 році власник села надвірний радник Андрій Михайлович Донець-Захаржевський побудував новий кам'яний храм Різдва Пресвятої Богородиці, на місці старої дерев’яної церкви. Храм розташовувався неподалік від маєтку Донець-Захаржевських. Архітектором був Ярославський Петро Антонович, Харківський міський архітектор. Під храмом було розміщено родинну крипту для поховання представників родини Донець-Захаржевських. Лукомский Г. К. у книзі «Старовинні садиби Харківської губернії» надає опис храму і зазначає його подібність до храму в Бабаях. Храм мав красивий ампірний іконостас. 
Син будівника церкви, Дмитро Андрійович добудував до дзвіниці ще один дерев’яний поверх з годинником.
З 30-х років ХХ століття (після приходу до влади комуністів) богослужіння в храмі припиняються.
У 1963 році постраждалий у Другу світову війну храм, був остаточно зруйнований. На місці зруйнованого храму було побудовано сільську школу, а крипту було замуровано.
Довгий час в селі був відсутній храм, а найближчий храм був у селі Борова. У липні 2012 року селищною радою під храм було віддано будівлю місцевого клубу. Поки проводилися роботи з перебудови будівлі під храм і ремонтні роботи, в будівлі відбувалися молебні та панахиди по суботах і неділях і в святкові дні. Ремонт та облаштування храму і прилеглої території проводяться й досі. 
9 серпня 2013 року було зареєстровано Костянтівську релігійну громаду. Настоятелем був призначений ієрей Сергій Петрович Пронников. Перша Божественна Літургія була здійснена у Великодню ніч 5 травня 2013 року. На будівлю храму було встановлено купол.
У 2016 році до храму було добудовано дзвіницю. На 2017 рік продовжуються оздоблювальні роботи.

## Клір
Дані по кліру храму Різдва Пресвятої Богородиці взяті з Харківських календарів.

### Священики
- Яворницький Андрій (?-1791)
- Корнільєв Григорій Спиридонович (?-1897-1902-?)
- Корнільєв Іоанн Григорович (?-1903)
- Секірський Михайло (1903-1904-?)[3]
- Місце вакантне (1906)
- Полтавцев Олександр Тимофійович (?-1908-1917-?)
- протоієрей Бородаєвський Михайло Васильович (10.06.1927-3.04.1929) [4]

9 серпня 2013 року - відновлення громади
- Пронніков Сергій Петрович  (з 2013)

### Псаломщики
- Бутков Іван Александрович (1887-1906-?)[3]
- Кононенко Матвій Стефанович (?-1908-1917-?)

### Церковні старости
- Дерев'янко Роман (1899-1904-?)[3]

## Цікаві факти
- Згідно з «Історико-статистичного опису Харківської єпархії» (Філарет) в Костянтинівській Різдвяно-Богородичній церкві знаходилася чудодійна ікона Казанської Божої Матері. Після того як функціонування церкви було припинено в 1930-ті роки, все церковне начиння, так само й ікона Казанської Божої Матері, безслідно зникли.